# Sidney Herbert, I barone di Lea
Sidney Herbert, I barone di Lea (16 settembre 1810 – 2 agosto 1861), è stato un nobile inglese.

## Biografia
Era il figlio più giovane di George Herbert, XI conte di Pembroke, e di sua moglie, la contessa Ekaterina Voroncova, figlia dell'ambasciatore russo a Londra, Semën Romanovič Voroncov. Studiò a Harrow e Oriel College a Oxford.

## Carriera
Entrò nella Camera dei Comuni come membro conservatore per una divisione di Wiltshire nel 1832. Sotto Peel ha ricoperto gli uffici minori, e ricoprì la carica di Secretary at War (1845 e 1852-1855), responsabile della Ministero della Guerra durante la guerra di Crimea, e di nuovo nel 1859.
Egli ereditò le proprietà di famiglia dopo che suo fratellastro, Robert Herbert, XII conte di Pembroke (1791-1862), aveva scelto di vivere in esilio a Parigi con la sua amante Alexina Gallot dalla quale ebbe quattro figli illegittimi, dopo un matrimonio disastroso nel 1814 (annullata 1818) con una principessa siciliana, Ottavia Spinelli (1779-1857), vedova del principe Ercole Branciforti di Butera e la figlia del duca di Laurino.

## Matrimonio
Nel 1840, ebbe una relazione con Caroline Norton. La relazione terminò nel 1846.
Nel 1846 sposò Elizabeth Ashe à Court-Repington (21 luglio 1822-30 ottobre 1911), unica figlia del tenente generale Charles Ash à Court-Repington e nipote di William à Court, I Barone Heytesbury. Ebbero sette figli:
- George Robert Charles Herbert (1850-1895);
- Sidney Herbert (1853-1913);
- Lord Reginald William (1854-1871);
- Lord Michael Henry (1857-1904), sposò Leila Wilson, ebbero due figli;
- Lady Mary Catherine (1849-1935), sposò il barone Friedrich von Hügel, ebbero tre figlie;
- Lady Elizabeth Maud (1851-1933), sposò Sir Charles Hubert Parry, I Baronetto, ebbero due figlie;
- Lady Constance Gwladys (1859-1917), sposò in prime nozze St George Henry Lowther, IV conte di Lonsdale ed ebbero una figlia, sposò in seconde nozze Frederick Robinson, II marchese di Ripon e non ebbero figli.

## Morte
Morì di malattia di Bright, il 2 agosto 1861. Fu sepolto a Wilton, accanto alla moglie.

## Ascendenza
|                                      |                             |                                          | Genitori                                    |  |  | Nonni |  |  | Bisnonni                            |  |  | Trisnonni                              |  |
|                                      |                             |                                          |                                             |  |  |       |  |  | Henry Herbert, IX conte di Pembroke |  |  | Thomas Herbert, VIII conte di Pembroke |  |
|                                      |                             |                                          |                                             |  |  |       |  |  | Henry Herbert, IX conte di Pembroke |  |  | Thomas Herbert, VIII conte di Pembroke |  |
|                                      |                             | Margaret Sawyer                          |                                             |  |  |       |  |  | Henry Herbert, IX conte di Pembroke |  |  |                                        |  |
| Henry Herbert, X conte di Pembroke   |                             |                                          |                                             |  |  |       |  |  | Henry Herbert, IX conte di Pembroke |  |  |                                        |  |
|                                      |                             | Mary FitzWilliam                         | Richard FitzWilliam, V visconte FitzWilliam |  |  |       |  |  |                                     |  |  |                                        |  |
|                                      |                             | Mary FitzWilliam                         | Richard FitzWilliam, V visconte FitzWilliam |  |  |       |  |  |                                     |  |  |                                        |  |
|                                      |                             | Mary FitzWilliam                         | Frances Shelley                             |  |  |       |  |  |                                     |  |  |                                        |  |
| George Herbert, XI conte di Pembroke |                             | Mary FitzWilliam                         |                                             |  |  |       |  |  |                                     |  |  |                                        |  |
|                                      |                             | Charles Spencer, III duca di Marlborough | Charles Spencer, III conte di Sunderland    |  |  |       |  |  |                                     |  |  |                                        |  |
|                                      |                             | Charles Spencer, III duca di Marlborough | Charles Spencer, III conte di Sunderland    |  |  |       |  |  |                                     |  |  |                                        |  |
|                                      |                             | Charles Spencer, III duca di Marlborough | Anne Churchill                              |  |  |       |  |  |                                     |  |  |                                        |  |
| Elizabeth Spencer                    |                             | Charles Spencer, III duca di Marlborough |                                             |  |  |       |  |  |                                     |  |  |                                        |  |
|                                      |                             | Elizabeth Trevor                         | Thomas Trevor, II barone Trevor             |  |  |       |  |  |                                     |  |  |                                        |  |
|                                      |                             | Elizabeth Trevor                         | Thomas Trevor, II barone Trevor             |  |  |       |  |  |                                     |  |  |                                        |  |
|                                      |                             | Elizabeth Trevor                         | Elizabeth Burrell                           |  |  |       |  |  |                                     |  |  |                                        |  |
| Sidney Herbert, I barone di Lea      |                             | Elizabeth Trevor                         |                                             |  |  |       |  |  |                                     |  |  |                                        |  |
|                                      | Roman Illarionovič Voroncov | Illarion Gawrilowič Voroncov             |                                             |  |  |       |  |  |                                     |  |  |                                        |  |
|                                      | Roman Illarionovič Voroncov | Illarion Gawrilowič Voroncov             |                                             |  |  |       |  |  |                                     |  |  |                                        |  |
|                                      | Roman Illarionovič Voroncov | Anna Grigoryevna Maslova                 |                                             |  |  |       |  |  |                                     |  |  |                                        |  |
| Semën Romanovič Voroncov             | Roman Illarionovič Voroncov |                                          |                                             |  |  |       |  |  |                                     |  |  |                                        |  |
|                                      |                             | Marfa Ivanovna Surmina                   | Ivan Mikhailovič Surmin                     |  |  |       |  |  |                                     |  |  |                                        |  |
|                                      |                             | Marfa Ivanovna Surmina                   | Ivan Mikhailovič Surmin                     |  |  |       |  |  |                                     |  |  |                                        |  |
|                                      |                             | Marfa Ivanovna Surmina                   | Fedosya Artemyevna Surmina                  |  |  |       |  |  |                                     |  |  |                                        |  |
| Ekaterina Semënovna Voroncova        |                             | Marfa Ivanovna Surmina                   |                                             |  |  |       |  |  |                                     |  |  |                                        |  |
|                                      |                             | Aleksej Naumovič Senjavin                | Naum Akimovič Senjavin                      |  |  |       |  |  |                                     |  |  |                                        |  |
|                                      |                             | Aleksej Naumovič Senjavin                | Naum Akimovič Senjavin                      |  |  |       |  |  |                                     |  |  |                                        |  |
|                                      |                             | Aleksej Naumovič Senjavin                | Nenilla Fyodorovna Yazykova                 |  |  |       |  |  |                                     |  |  |                                        |  |
| Ekaterina Alekseevna Senjavina       |                             | Aleksej Naumovič Senjavin                |                                             |  |  |       |  |  |                                     |  |  |                                        |  |
|                                      |                             | Anna Elisabeth von Bradke                | Heinrich Niklas von Bradke                  |  |  |       |  |  |                                     |  |  |                                        |  |
|                                      |                             | Anna Elisabeth von Bradke                | Heinrich Niklas von Bradke                  |  |  |       |  |  |                                     |  |  |                                        |  |
|                                      |                             | Anna Elisabeth von Bradke                | Justina Susanna Berrens                     |  |  |       |  |  |                                     |  |  |                                        |  |
|                                      |                             | Anna Elisabeth von Bradke                |                                             |  |  |       |  |  |                                     |  |  |                                        |  |